# Sommer-Paralympics 2024/Teilnehmer (Amerikanische Jungferninseln)
| stlisierte Goldmedaille | stlisierte Silbermedaille | stlisierte Bronzemedaille |
| ----------------------- | ------------------------- | ------------------------- |
| —                       | —                         | —                         |

Die Amerikanischen Jungferninseln entsandten einen Athleten zu den Paralympischen Sommerspielen 2024 in Paris. Als Fahnenträger bei der Eröffnungsfeier wurde Isaiah Benjamin ausgewählt.

## Teilnehmer nach Sportart

### Leichtathletik
| Athleten        | Klassifizierung | Wettbewerb(e) | Zeit/Weite | Rang |
| --------------- | --------------- | ------------- | ---------- | ---- |
| Männer          |                 |               |            |      |
| Isaiah Benjamin | T47             | Hochsprung    | 1,70 m     | 11   |